# 春宮画

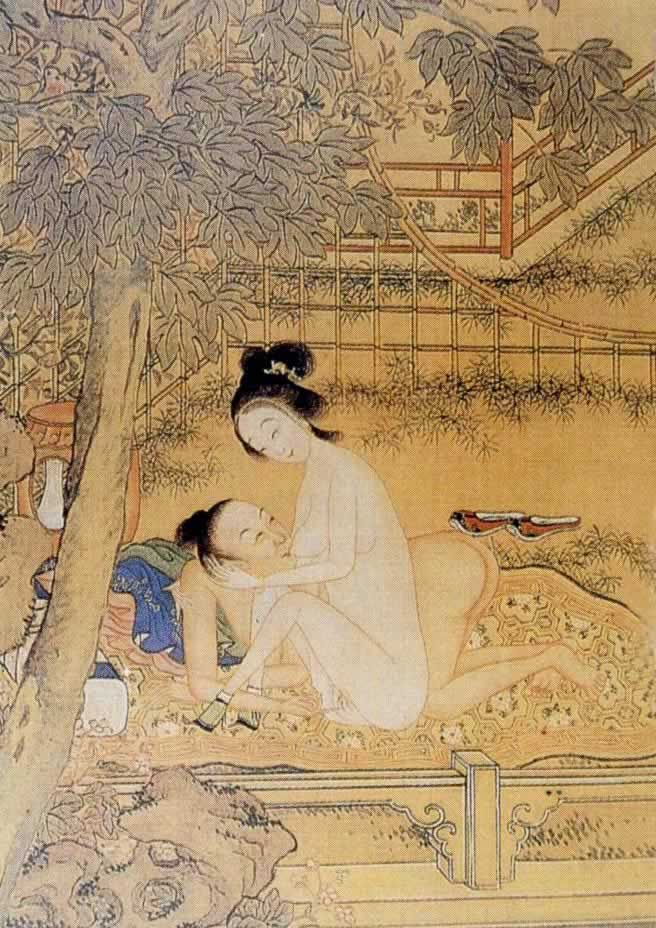
男女の交接を描いた春宮画

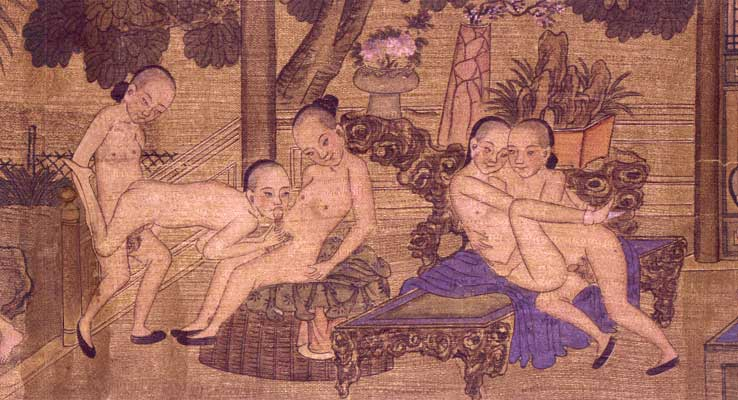
男同士の交接を描いた春宮画。19世紀。

春宮画（しゅんぐうが）は、中国の春画を指す一般的な呼び名。春宮図、春意児、春宮秘戯図、春宵秘戯図とも呼ばれる。春画の別名としても使われる。
明時代に流行したが、起源は前漢の景帝の末裔（時代不明）が男女交接の図を部屋に描かせたものと言われている。古代の黄帝と素女に仮託する男女交媾の房中術の流行によって上層階級に解説図の需要があったと見られているが，伝存するものは明代以降で，絹本，紙本の彩色画冊のほか，『金瓶梅』『肉蒲団』などの好色小説に取材した画帖や刻本が伝わっている。
中国のエロティック・アートとしては、こうした絵画だけでなく、陶製のオブジェなども多数も遺されており、蘇州市に専門の博物館があるほか、2012年には武漢のコンベンションセンターでも展覧会が開催された。